# No Kidding
『No Kidding』（ノー・キッディング）は、1986年11月21日に発売されたECHOES3枚目のアルバム。

## 概要
LPは6曲入りミニ・アルバムとしてリリース。
同時発売のCD版はLP6曲の曲順を変更し、2枚の12インチ・シングルの「JACK」（1985年10月21日発売）「STELLA」（1986年4月21日発売）収録曲計6曲を加えた12曲入りフル・アルバムとしてリリース。ミックスはイギリス人のスチュアート・ブルース。スーパーバイザーは須藤晃。

## 収録曲
- 全曲 作詞・作曲：辻仁成

### LP盤

#### Side One
1. 愛はゆずれない（英題「One And Only」）
2. Dancing tonight
3. Raindrops

#### Side Two
1. What can I do?（コーラス・NOKKO）
2. Crossroad again
3. My protest song

### CD盤
1. 愛はゆずれない（英題「One And Only」）
2. Dancing tonight
3. Raindrops
4. My protest song
5. STELLA（3作目のシングル曲、前作『HEART EDGE』収録テイクはショート・ヴァージョンの為フル・ヴァージョンは本作がアルバム初収録）
6. SOMEONE LIKE YOU（2作目のシングル曲B面）
7. ONEWAY RADIO（3作目のシングル曲B面、元は「Radio Freedom」というタイトルでライブで歌われており、歌詞も一部違っていた）
8. Crossroad again
9. What can I do?（コーラス・NOKKO）
10. Bad Boy（2作目のシングル曲B面）
11. JACK（2作目のシングル曲）
12. ピーナッツ・バターの海に沈めて（英題「Peanut Butter Sea」）（3作目のシングル曲B面）

## Additional Musicians
- ギター：逆井治[2]
  - トランペット：兼崎順一[2]
  - トロンボーン：早川隆章[2]
  - サクスフォン：渕野繁雄[2]